# Schloss Eckstedt

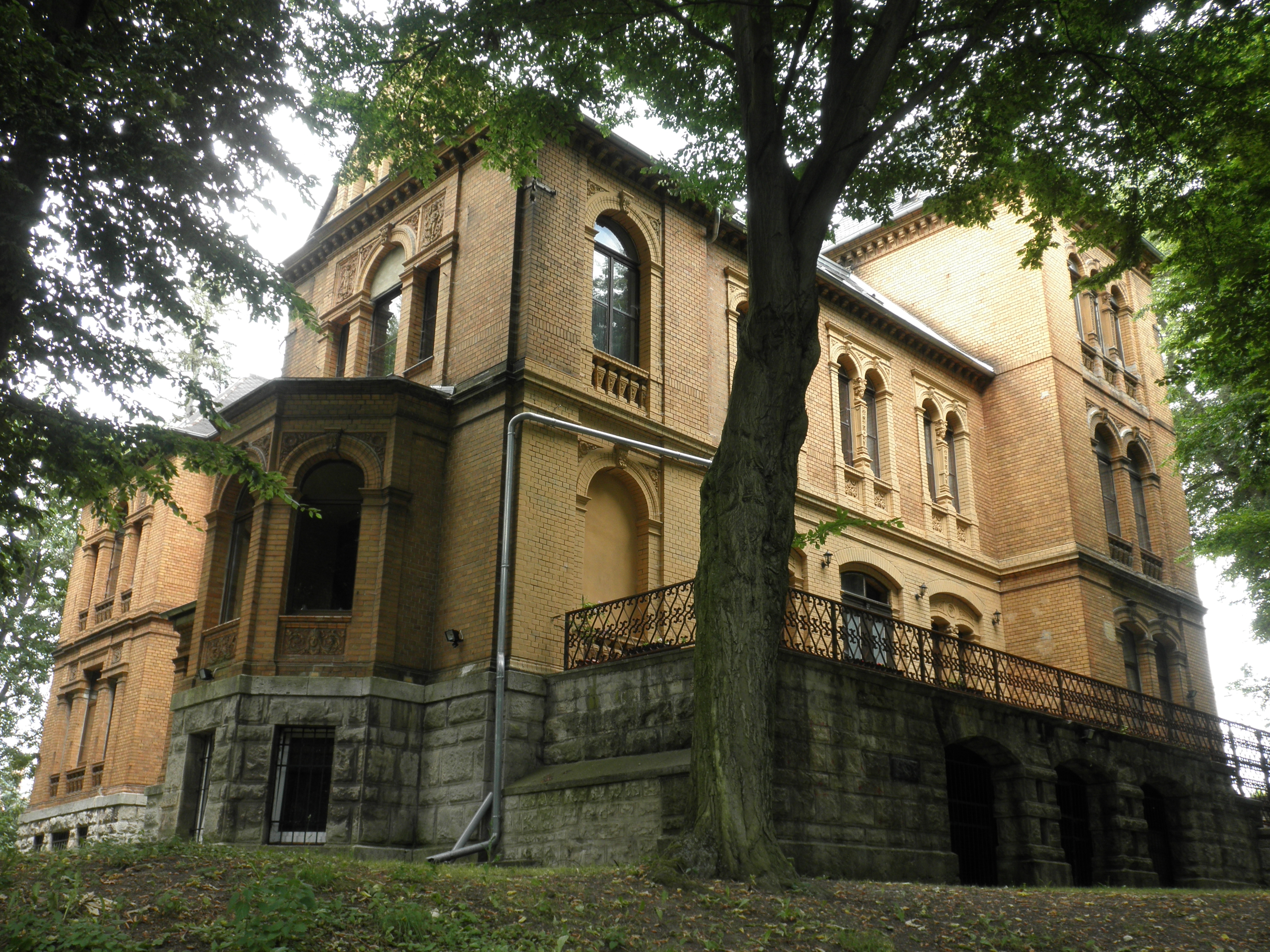
Das Schloss

Schloss Eckstedt steht in der Gemeinde Eckstedt im Landkreis Sömmerda in Thüringen.
Es ist nicht bekannt, welche Bauwerke die Familie Vitzthum von Eckstedt im 14. und 15. Jahrhundert besaßen.

## Geschichte
Nachgewiesen ist der Schlossbau aus dem Jahre 1556. 1560 verkaufte der letzte Vitztum von Eckstedt das Schloss an Friedrich Anton von Mandelsloh. Später ging das Schloss auf die Söhne über. Die Mandelsloh verpachteten das Gut 1784 an den Landcomißär Simon Ehrenfried Mirus, der es 1820 kaufte und bis zu seinem Tod 1835 hielt, bevor die Besitzer öfters wechselten. 1836 wurde der Park angelegt. 1860 wurde das Schloss wegen Baufälligkeit abgebrochen. Im Jahr 1878 kaufte es Franz Kreiter, der in den Jahren 1882/3  das Schloss durch einen neoklassizistischen Neubau ersetzte. Von diesem erwarb es 1899 der Geheime Finanzrat Friedrich Edmund Schwanitz, 1915 ging es an Heinrich Gertzen aus Bitterfeld. Im Jahr 1927 kaufte es Rudolf Harnisch.
1945 wurde der Gutsbesitzer Rudolf Harnisch entsprechend den Gesetzen der Bodenreform in Ostdeutschland enteignet. Auf dem Gutsgelände und in den Wirtschaftsgebäuden wurden ein Lehrlingsheim und auch die Maschinenausleihstation gebildet.
1992 stand das ehemalige Gutsgelände leer.
2002 wurde das Schloss wieder verkauft. Seitdem restauriert und saniert der neue Besitzer das Schloss.